# Вязье (станция)
Вя́зье — железнодорожная станция Санкт-Петербург-Витебского отделения Октябрьской железной дороги, расположен в деревне Вязье в Дновском районе Псковской области между о. п. 252 км и о. п. 258 км. Находится на расстоянии 256 км от Санкт-Петербурга, 11 км от Дна и 165 км до Новосокольников.

## Путевое развитие
Путевое развитие включает в себя 3 станционных пути — один главный (центральный) и два приемо-отправочных. На станции имеется одна боковая платформа — возле первого пути. На станции имеюется разрушенное здание вокзала, здание ДСП и путейский домик.

## Дальнее сообщение
По состоянию на 2012 год на станции имеет остановку поезд №678 Великие-Луки - Санкт-Петербург. Остальные поезда дальнего следования на станции не останавливаются.

## Пригородное сообщение
По состоянию на 2012 год на станции имеют остановку поезда следующих направлений:
- Дно - Дедовичи - Дно
- Дно - Новосокольники - Дно
- Дно - Великие Луки - Дно